# Schaumburger Hof

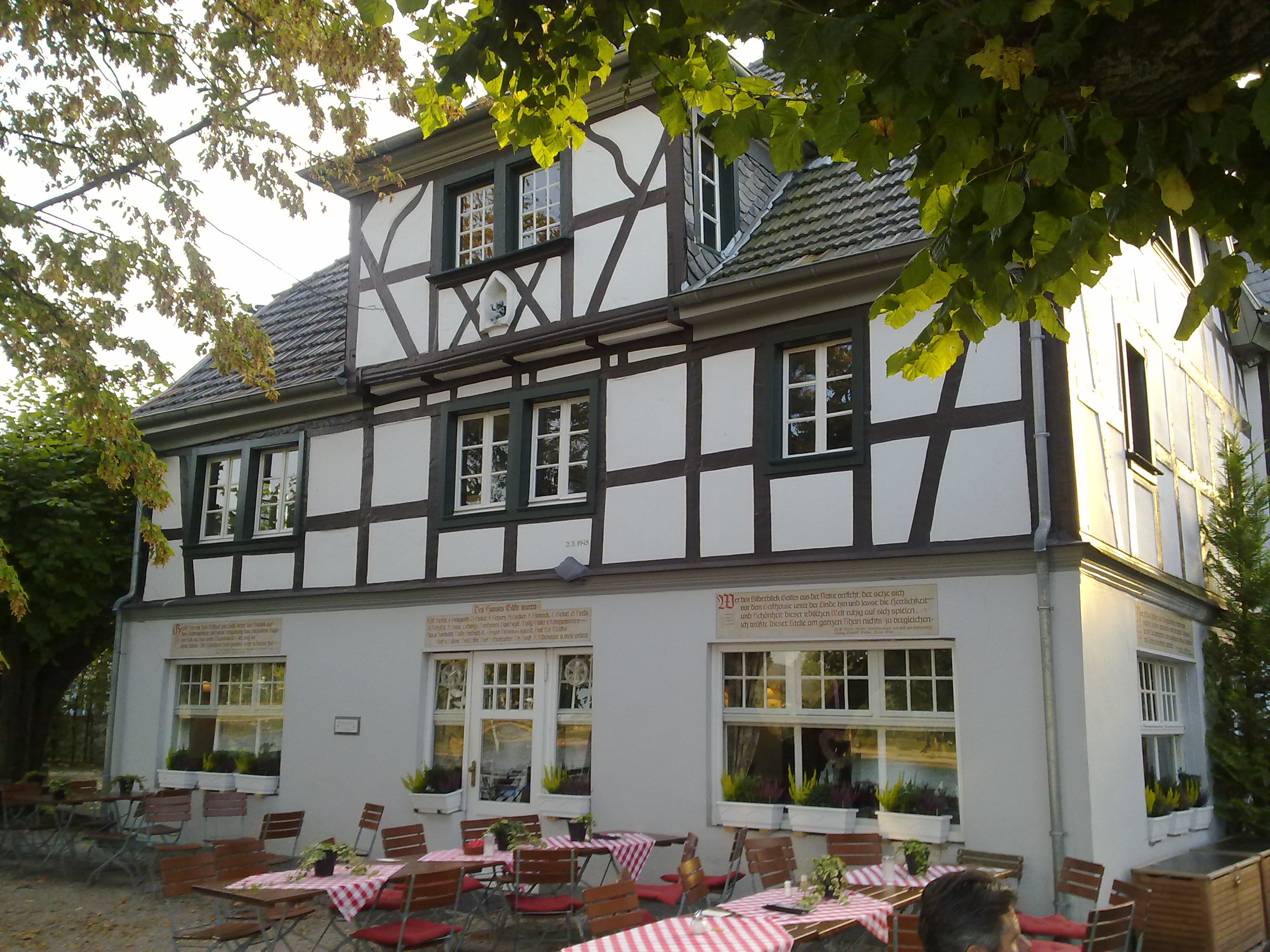
Ansicht von der Rheinseite

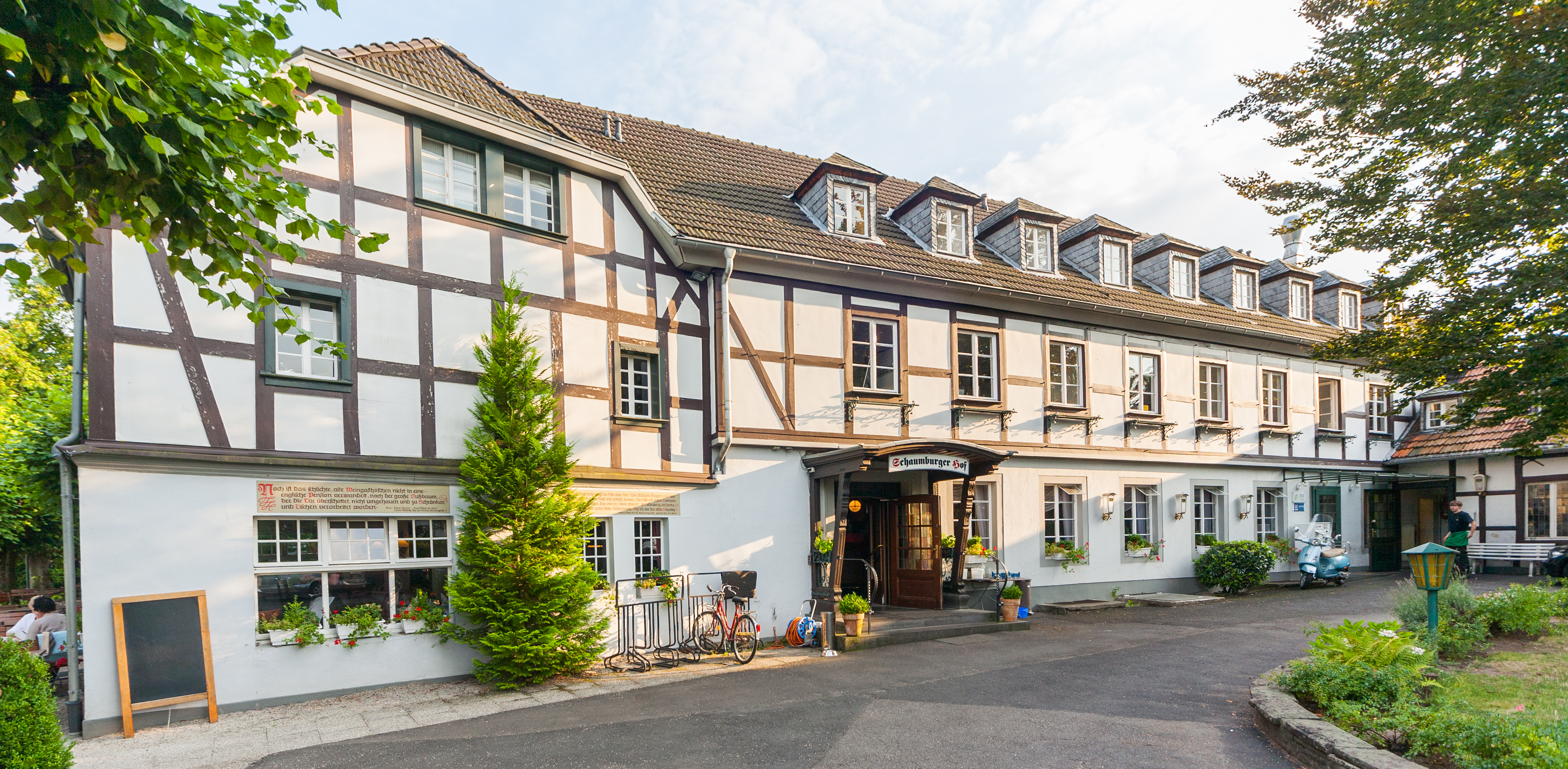
Ansicht aus Nord-Ost

Der Schaumburger Hof ist eine Gaststätte in einem Fachwerkhaus aus dem 18. Jahrhundert in Plittersdorf, einem Ortsteil des Bonner Stadtbezirks Bad Godesberg. Er liegt am Ufer des Rheins gegenüber dem Siebengebirge. Der Schaumburger Hof steht als Baudenkmal unter Denkmalschutz.

## Geschichte
Am 31. März 1755 legte der Weinbauer und Landwirt Peter Joseph Rhein neben einem Leinpfad den Grundstock zu Godesbergs ältester Gaststätte. Neben dem Ausschank ließ er große Pferdeställe bauen. In Plittersdorf wurden die Pferde, die aus Wesseling kamen und auf dem Leinpfad Lastkähne stromaufwärts zogen, ausgespannt. Sie wurden abgelöst von der Plittersdorfer Treidel-Equipe, deren Endstation Remagen-Kripp war. Außerdem lag vor der Gaststätte bis zum Einsatz einer elektrischen Fähre 1907 der Anlegeplatz einer Fähre nach Niederdollendorf. Schiffer und die sog. „Rhein-Halfen“, Treidelpächter, sorgten für einen guten Umsatz. Auf Peter Joseph Rhein folgte dessen Sohn Peter Rhein der Jüngere mit seiner Frau, die das Gasthaus auch während der französischen Besatzung 1794 bis 1813/14 weiterführen konnten und es 1815 an ihre Tochter Agnes abtraten. Agnes heiratete 1820 Henry Mundorf, der 1812 unter Napoleon den Feldzug nach Moskau mitgemacht und überlebt hatte. Mit dem Aufkommen der Dampfschiffe Anfang des 19. Jahrhunderts erledigte sich die Notwendigkeit des Treidelns, was das damals „Unter den Linden“ genannte Gasthaus seiner Stammkundschaft beraubte. Nachdem die arbeitslos gewordenen Rheinhalfen in wütendem Protest vorbeiziehende Dampfer mit Nagelböllern beschossen hatten, quartierte die preußische Obrigkeit zur Wiederherstellung von Ordnung und Verkehrssicherheit Bonner Husaren bei Mundorfs ein. Durch die Kunstströmung der Romantik und das einsetzende Biedermeier gewann die Familie aber neue Kundschaft durch die schnell wachsende, 1818 gegründete Bonner Universität, deren Studenten und Professoren auf der Terrasse des Gasthauses den Blick auf das auf der anderen Rheinseite liegende Siebengebirge genossen. Ernst Moritz Arndt beschrieb in seinen 1844 erschienenen Wanderungen aus und um Godesberg die Aussicht „mit dem Silberblick des Rheines und des Siebengebirges“ als „himmlisch schön“. Nach einer Renovierung schrieb Mundorf in einem Werbebrief damals:

„Dem Publikum diene hiermit zur Nachricht, dass in diesem Hause die Fremden, welche dasselbe mit ihrem Zuspruch beehren, sich sowohl in Ansehnung der ausnehmend schönen Lage des Hauses als auch der Bequem- und Niedlichkeit der durchaus mit neuen Möbeln versehenen Logis einen angenehmen Aufenthalt versprechen können.“

Aus der Schifferkneipe wurde so ein Lokal für die besseren Kreise. Prinz Albert von Sachsen-Coburg und Gotha begegnete 1839 „Unter den Linden“ Victoria, der Königin Englands, die er 1840 heiratete. Karl Simrock, Paul Heyse, Ferdinand Freiligrath, Emanuel Geibel, Ernst Moritz Arndt, Friedrich III., Annette von Droste-Hülshoff, Adele Schopenhauer, Sibylle Mertens-Schaaffhausen, Friedrich Nietzsche und Alexander von Humboldt stiegen ebenfalls dort ab, wie eine Tafel am Gebäude verkündet. Auch die literarische Gruppe Maikäferbund hielt hier ab 1842 ihre Treffen ab. Heinrich Heine schwärmte von der „lindenbestandenen Terrasse, den von dem schönen Abendrot bestrahlten Sieben Bergen; dem blauen Rhein, den weißen Kähnen und dem verhallenden Abendgeläute von Königswinter, bei dem der Rhein leiser murmelte.“ Die ältesten Töchter Henry Mundorfs, Kathrinchen und Gretchen von Plittersdorf, avancierten zu weithin bekannten und von Poeten der Romantik besungenen Lindenwirtinnen. Auf Kathrin Mundorf geht der Name des Katharinenhofs am Rande des Kottenforstes in dem Godesberger Ortsteil Schweinheim zurück, der sich zu einer florierenden Waldgaststätte entwickelte. Ihr Bruder Heinrich Mundorf richtete in einer eine kurze Strecke stromabwärts des Stammhauses am Plittersdorfer Rheinufer gelegenen, 1896 erworbenen Villa ein Hotel ein, das er zu Ehren seiner Gäste Prinz Adolf und Prinzessin Viktoria zu Schaumburg-Lippe „Schaumburger Hof“ nannte. Der Prinz Adolf zu Schaumburg-Lippe soll während seiner Dienstzeit beim Bonner Husarenregiment ein regelmäßiger Besucher des Gasthauses gewesen sein. Nach dem Ersten Weltkrieg übernahm die Witwe Heinrich Mundorfs das Ende des 19. Jh. um einen Saalanbau erweiterte Stammhaus. Da das Hotel nur bis 1914 betrieben wurde, ging der Name „Schaumburger Hof“ nun auf die Gaststätte über, zumal es in Godesberg inzwischen noch zwei andere Lokale mit der Linde im Namen gab.
Auch in der Geschichte der Bundesrepublik Deutschland spielt das Haus eine Rolle. Am 5. September 1948 tagte im Schaumburger Hof der Parlamentarische Rat, um über die Verfassung der Bundesrepublik zu debattieren. Eine Gruppe von FDP-Abgeordneten hielt im Schaumburger Hof verschiedene Treffen ab. Die Gruppe wurde nach dem Ort der Veranstaltung als „Schaumburger Kreis“ bezeichnet. Der nordrhein-westfälische Staatssekretär Hermann Wandersleb übernachtete zwischen 1948 und 1950 vor, während und nach seiner Zeit als Leiter des Büros Bundeshauptstadt 660 mal im Schaumburger Hof. Die gastliche Atmosphäre dort könnte durchaus dazu beigetragen haben, dass Bonn Bundeshauptstadt wurde. Jedenfalls gibt es einen Eintrag von Wandersleb, der vom Bischof von Fulda „Bonnifacius“ (Bonnmacher) genannt wurde, im Gästebuch des Hauses:
„Wenn den harten Hauptstadtstreit Godesberg und Bonn gewann und gebaut wird weit und breit, dies Haus hat seinen Teil daran.“
1991 erwarb die Westdeutsche Landesbank das Anwesen, um dort das Gästehaus des Landes Nordrhein-Westfalen in der Bundeshauptstadt einzurichten. Durch den Bonn-Berlin-Beschluss des Bundestags vom 20. Juni 1991 wurde der Plan obsolet. Das Haus blieb einige Jahre geschlossen, bis sich private Investoren fanden, die die gastronomische Tradition wiederbelebten.